# نيكولا بونيت
نيكولا بونيت (بالفرنسية: Nicolas Bonnet)‏ هو متسلق جبال تزلج ‏ فرنسي، ولد في 6 نوفمبر 1984 في بريانسون في فرنسا.